# シグナス NG-14
従来、OA-14として知られていたNG-14は、ノースロップ・グラマンの無人宇宙補給機シグナスの15回目のフライトであり、NASAとオービタルATKの間商業補給サービス契約下の14回目の国際宇宙ステーションへのフライト。このミッションは、2020年10月3日 01:16:14 UTCに打ち上げられた。
オービタルATK（現在はノースロップ・グラマン・イノベーション・システムズ）とNASAは共同で、国際宇宙ステーション（ISS）への商業貨物補給サービスを行うための新しい宇宙輸送システムを開発した
。
商業軌道輸送サービス（COTS）計画のもと、オービタルATKが中型打ち上げ機のアンタレス、産業上のパートナーであるタレス・アレーニア・スペース（イタリア トリノ）が提供する与圧貨物モジュール（PCM）を使用した先進的な宇宙船であるシグナスおよびオービタル・サイエンシズ（本社：バージニア州ダレス）のGEOStar衛星バスをもとにしたサービスモジュールといった各部の設計、調達、製造および組み立てを行った。

## 来歴
NG-14は、商業補給サービスフェーズ2（CRS-2)契約下での3回目のミッションである。シグナス宇宙船の製造と組立てはバージニア州ダレスで行われた。シグナスのサービスモジュールと与圧貨物モジュールの結合は打ち上げ施設で行われ、ミッションの運用はバージニア州ダレスとテキサス州ヒューストンの管制センターから行われた。

## 宇宙船
このミッションは拡大型のシグナスPCM（与圧貨物モジュール）の9回目のフライトだった。このシグナス宇宙船は、6回目のミッションとしてスペースシャトル・コロンビア（STS-107）に搭乗していて2003年に死亡したNASAのミッションスペシャリストを記念して宇宙船カルパナ・チャウラと名付けられた。「人類の宇宙飛行に置いて、重要な役割を担った個人の名前にちなんで個々のシグナスを命名することは我が社の伝統である。チャウラは宇宙に行った最初のインド系女性として歴史上での著名な地位を讃えて選ばれた」と2020年9月8日の声明でノースロップ・グラマンは述べている。

## 貨物の内訳
シグナス NG-14の貨物の積載は、2020年9月9日にNASAのグレン研究センターのサファイアV実験モジュールから始められた。初期貨物の搭載は2日後に開始された。シグナスとアンタレスロケットの結合はその一週間後に行われ、遅延貨物の積載は2020年9月22日に行われた。銃弾型のペイロードフェアリングは2020年9月23日にアンタレスの先端に取り付けられた。ISS国立研究所は、シグナス NG-14ミッションでISSに打ち上げられるペイロードに焦点を合わせた3分間のビデオを作成した。
シグナス NG-14宇宙船には総計3,551 kg (7,829 lb)の研究、ハードウェア、乗組員の補給品などが搭載され、それまでで2番目に重たい輸送ミッションとなった：
- 乗組員補給品：		850 kg (1,870 lb)
- 科学実験：		1,217 kg (2,683 lb)
- 船外活動装備：		151 kg (333 lb)
- 宇宙船ハードウェア：	1,230 kg (2,710 lb)
- コンピューター資材：	71 kg (157 lb)

この内訳に対して、2本の窒素タンクが追加された。これらのタンクは、最近の空気漏れの増加によって必要となるISS内部の混合気体の窒素成分を維持するために使用される。

## ハードウェア
フェリックス&ポール・スタジオ EVAカメラは、世界初の宇宙規格の3D-360° ヴァーチャル・リアリティ（VR）カメラ。このカメラは、モントリオールを拠点とするフェリックス&ポール・スタジオ、タイム誌およびナノラックスの合弁事業であるSpace Explorers: The ISS Experienceプロジェクトの撮影のために設計された。米国の宇宙関連企業名のラックスは、このカメラをNASAの要求に合致するように宇宙空間の過酷な環境にも耐えられるように適応させた。NASAの宇宙飛行士が、国際宇宙ステーション（ISS）船外で地球、ISSおよび船外活動中の宇宙飛行士を8K VRで初めて撮影する前に、ISS内部でナノラックス・ケイバー小型衛星展開器にカメラを装着する。
汎用廃棄物管理システム、同様のトイレがオリオン乗員カプセルの月への飛行で使用される前に宇宙飛行士が機能をテストできるようになる2,300万米ドルのチタン製のアップグレードされたトイレ。新しいトイレはキャンピングカーのトイレとほぼ同じサイズである。これは、NASAの先進探査システム部門の物流削減マネージャーのメリッサ・マッキンリーによれはこれまで宇宙ステーションで使用されているトイレと比べて65%小さく、40%軽量である。NASAは、既存のステーションのトイレよりも女性の乗組員に適しているとされる新しいトイレの開発のためにコリンズ・エアロスペースと提携した。コリンズ・エアロスペースのトイレに関するプロジェクトマネージャーのジム・フラーによれば、技術者は尿をリサイクルして宇宙飛行士の飲料水にするための前処理に使用される酸に耐えられるように、トイレの一部にはチタンが使用されている。

## 研究
ELaNa 31、Educational Launch of Nanosatellitesでは以下のキューブサットがISSから展開された： Bobcat-1、NEUTRON-1およびSPOC。
マルチニードル・ラングミュア・プローブ（Multi-Needle Langmuir Probe、m-NLP）、オスロ大学とノルウェーの企業エイズヴォル・エレクトロニクスが開発した電離層のプラズマ密度を測定するための装置。国際宇宙ステーション（ISS）は比較的低い軌道で電離層のプラズマ密度のピーク付近を通過する。m-NLPは、現在1メートル未満の空間スケールで電離層プラズマ密度の変動を検出できる唯一の機器である。m-NLPは欧州のコロンバス・モジュール外部のバルトロメオ・プラットフォームに設置された初めてのペイロードとなる。
SAFFIRE V、宇宙船火災実験、オハイオ州クリーブランドにあるNASAのグレン研究センター（GRC）が提供する、微小重力環境での燃焼、煙の挙動および炎の広がり方についての安全性を確保した実験のための一連のフライトの5番目（最後から2番目）のミッション。最後の2つのSAFFIRE実験は、それまでよりも低圧のおよそ57 kPa (8.2 psi)、酸素分圧34%で実施された。これは地球で見られるものよりも遥かに高い大気の状態を表しており、それぞれが炎の活力を高めることが期待された。最初のSAFFIRE実験は計画通りに添加できず、2回目の実験では熱電対の1つからの異常な温度スパイクが読み出された。一連の実験の責任者はNASAグレン研究センターのデヴィッド・L・アーバン博士である。
Advanced Night Repair、化粧品会社のエスティローダーは、自社の化粧水 Advanced Night Repair のボトル10本をISSへ送り込み、地球を背景に写真撮影が行われた。エスティローダーによれば、これらの画像はソーシャルメディアや販促キャンペーンで使用され、さらに、地球に帰還したボトルは事前目的でのオークションに掛けられる。これは宇宙ステーションへの貨物の5%と乗員の時間を商業販促活動にあてるというNASAの新しい計画によるものである。NASAの商業宇宙飛行開発ディレクター、フィル・マカリスターによれば、エスティローダーは夜用美容液の販促活動に使用されたリソースに対して約12万8,000ドルをNASAに払い戻す予定である。
SharkSat、宇宙船カルパナ・チャウラに取り付けられたノースロップ・グラマンの技術実験。NASAのファクトシートによれば、SharkSatはシグナス宇宙船に取り付けられたまま、5G通信、衛星通信、レーダーおよび自律認知システムなどに応用されるKaバンドのソフトウェア無線（SDR）システムを実証する。